# Иван Ганецки
Иван Степанович Ганецки (на руски: Иван Степанович Ганецкий) е руски офицер, генерал от пехотата. Участник в Руско-турската война (1877 – 1878).

## Биография
Иван Ганецки е роден на 26 септември 1810 г. в Смоленска губерния в семейството на потомствен дворянин от полски произход. По майчина линия поризхожда от шляхтички род на руска служба Есмонт.
Ориентира се към военното поприще. Учи в 1-ви Кадетски корпус. Започва действителна служба с производство в първо офицерско звание прапорщик и назначение в лейбгвардейския Финландски полк (1828). Участва във войната в Кавказката война. Последователно служи в лейбгвардейския Измайловски полк, лейбгвардейския Волински полк и лейбгвардейския Финландски полк.

### Военна кариера
Участва в кампанията на руската императорска армия за потушаване на Унгарска революция (1848 – 1849) в помощ на австрийския император. Повишен е във военно звание генерал-майор от 1855 г. Участва в потушаването на Полското въстание (1863 – 1864) като командир на 4-та Гвардейска пехотна бригада (1863 – 1864).
Повишен е във военно звание генерал-лейтенант от 1863 г. Служи като командир на 16-а пехотна дивизия и 3-та пехотна дивизия.
Участва в Руско-турската война (1877 – 1878). В началото на февруари 1877 г. е назначен за командир на Гренадирския корпус. Пристига в България през септември 1877 г. в хода на усилването на руската армия. Частите на корпуса са съсредоточени при Плевен срещу армията на Осман паша. След отхвърлянето от Осман паша на предложението за капитулация на великия княз Николай Николаевич руските войски преминават към пълна блокада на Плевен. На 24 октомври/4 ноември 1877 г. генерал-лейтенант Иван Ганецки е назначен за началник на 6-и блокаден участък, оценен от руското командване като оперативно и тактически най-опасен при опит за пробив. Изгражда цялостна укрепителна линия: лонжети, траншеи, път, телеграфно съобщение и др. Сред войнишкия състав е популярен и известен със своята човечност и откровеност.
На 28 ноември/10 декември 1877 г. Осман паша прави последен опит да разкъса блокадата по направлението Плевен – река Вит в участъка на генерал-лейтенант Иван Ганецки. Осведомен от българи, живеещи в Плевен, за точното място на пробива, началника на обсадата генералът от инженерните войски Едуард Тотлебен издава заповед за пълна подкрепа на генерал-лейтенант Иван Ганецки. В 7:30 ч. е даден сигнал Тревога. С усилията на Сибирския, Малоросийския, Астраханския и Фанагорийския пехотни полкове и поддържащи части, атаката на Осман паша в направлението Долни Дъбник – Долна Митрополия е отразена. След преминаване на цялата руска групировка в общо настъпление в 14:00 ч. Осман паша капитулира. Предава сабята си на генерал-лейтенант Иван Ганецки. Върната е в знак на уважение от император Александър II. За победата при Плевен генерал-лейтенат Иван Ганецки е награден с орден „Свети Георги“ III степен.
През декември 1877 г. Гренадирският корпус като резерв на Южния отряд с командир генерал-лейтенат Фьодор Радецки преминава през зимата Стара планина. В началото на 1878 г. е назначен за началник на Средната колона на Действуващата армия. Авангардът на колоната се командва от генерал-лейтенант Михаил Скобелев. Изминава победния марш по направлението Казанлък – Стара Загора – Търново Сеймен – Мраморно море. На 17 април 1878 г. е повишен във военно звание генерал от пехотата.
След войната е член е на Военния съвет на Руската армия и генерал-адютант (1878). Комендант на Санктпетербургската крепост. Награден е с най-значимата руска военна награда орден „Свети Александър Невски“.
Днес улици в Плевен, Шумен и село Долни Дъбник носят името „Генерал Ганецки“.